# Patrick Carney
Patrick Carney, född 15 april 1980 i Akron, Ohio, är en amerikansk multiinstrumentalist, låtskrivare och musikproducent. Han är trumslagare i rockduon The Black Keys där han tillsammans med Dan Auerbach varit medlem sedan 2001. Han komponerar i princip alla gruppens egna låtar tillsammans med Auerbach.